# 武汉警方为日本人找自行车事件
武汉警方为日本人找自行车事件指2012年2月武汉市公安机关为日本人河原启一郎（部分新聞作「河源启一郎」）寻找丢失的自行车事件，找到自行车后，武汉警方將自行車還給日本人。事件引起国内媒体广泛关注。《人民日报》等对此发表社评。

## 拓展阅读
- 郭文婧. "警察的服务也分等级?." （页面存档备份，存于） 浙江人大 11(2012):45.
- 陈一舟. "“选择性执法”令人不安." （页面存档备份，存于） 公诉人 3(2012):23-23.
- 陈方. "日本旅行者的自行车." （页面存档备份，存于） 杂文选刊月刊 3(2012):58-58.
- 李富永. "为国争誉就该薄内厚外?." （页面存档备份，存于） 杂文选刊旬刊 4(2012):19-19.
- 囧之女神. "论河源启一郎和项羽的共同点." （页面存档备份，存于） 世界博览 6(2012):87-87.
- 万丽. "河原启一郎 我不关心政治,我只是一个志愿者." （页面存档备份，存于） 人物 10(2012):124-127.